# Magdelín Martínez
Magdelín Martínez Castillo (Camagüey, 10 febbraio 1976) è un'ex triplista italiana di origini cubane, detentrice del record nazionale della specialità.

## Biografia
Con la nazionale cubana vince la medaglia di bronzo ai Giochi panamericani di Winnipeg, in Canada.
Dopo aver incontrato il suo futuro marito Giuseppe Picotti, che era in vacanza ai Caraibi, decise di trasferirsi in Italia, ottenendo nel luglio del 2001 la cittadinanza italiana. Con gli azzurri partecipa subito ai Mondiali di atletica svoltisi nello stesso anno ad Edmonton, in Canada. In quell'occasione sfiora il podio arrivando quarta con la misura di 14,52 m.
Nel 2002, agli Europei di Monaco di Baviera, ottiene il 6º posto, mentre l'anno successivo si apre con un 5º posto ai Mondiali indoor di Birmingham. Dopo un ottimo secondo posto in Coppa Europa, svoltasi a Firenze, arriva la prima prestigiosa medaglia internazionale per la Martínez: ai Mondiali del 2003 conquista il bronzo con un salto di 14,90 m.
Ai Mondiali indoor 2004 di Budapest un'ennesima finale, conclusa questa volta al quinto posto mentre ai Giochi olimpici di Atene con la misura di 14,85 deve accontentarsi del 7º posto. Nello stesso anno, il 26 giugno a Roma, realizza il nuovo record italiano di salto triplo, primato tuttora resistente, con la misura di 15,03 m.
Il 2005 si apre per la Martínez con un argento agli Europei indoor, svoltisi a Madrid e conclusi dalla saltatrice italiana con un salto di 14,55 m. Ai Mondiali di Helsinki conclude la finale del triplo con la misura di 14,31 m e l'8º posto.
Agli Europei di Göteborg del 2006 viene eliminata in qualificazione, mentre l'anno dopo ai Mondiali di Osaka torna in una finale di rilievo concludendo al 6º posto con 14,71 m (poi diventato quarto per le squalifiche per doping di Hrysopiyí Devetzí e Anna Pyatykh. Nel 2008 partecipa alla sua seconda Olimpiade, quella di Pechino, ma non va oltre la qualificazione.
Ai Mondiali di Berlino del 2009, in qualificazione, non va oltre i 14 metri (il limite era a 14,50 m) in una gara opaca.
Nel 2011 la Martinez si ferma per maternità, dando alla luce nel mese di agosto il suo primogenito Alessandro.

## Record nazionali

### Seniores
- Salto triplo: 15,03 m ( Roma, 26 giugno 2004)
- Salto triplo indoor: 14,81 m ( Budapest, 5 marzo 2004)

## Progressione

### Salto triplo outdoor
| Stagione | Risultato | Luogo           | Data      | Rank. Mond. |
| -------- | --------- | --------------- | --------- | ----------- |
| 2010     | 13,94 m   | Varsavia        | 8-6-2010  | 46ª         |
| 2009     | 14,33 m   | Atene           | 13-7-2009 | 23ª         |
| 2008     | 14,42 m   | Torino          | 6-6-2008  | 18ª         |
| 2007     | 14,71 m   | Osaka           | 31-8-2007 | 8ª          |
| 2006     | 14,25 m   | Praga           | 17-6-2006 | 22ª         |
| 2005     | 14,69 m   | Padova          | 3-7-2005  | 9ª          |
| 2004     | 15,03 m   | Roma            | 26-6-2004 | 6ª          |
| 2003     | 14,90 m   | Saint-Denis     | 26-8-2003 | 5ª          |
| 2002     | 14,73 m   | Rieti           | 8-9-2002  | 4ª          |
| 2001     | 14,59 m   | Edmonton        | 8-8-2001  | 8ª          |
| 2000     | 14,40 m   | L'Avana         | 23-6-2000 | 14ª         |
| 1999     | 14,14 m   | L'Avana         | 14-5-1999 | 29ª         |
| 1998     | 14,27 m   | L'Avana         | 26-6-1998 | 21ª         |
| 1997     | 13,78 m   | Sancti-Spíritus | 22-1-1997 | 60ª         |
| 1996     | 14,13 m   | L'Avana         | 30-5-1996 | 28ª         |
| 1995     | 13,84 m   | L'Avana         | 17-2-1995 | 30ª         |
| 1994     | 12,84 m   | Lisbona         | 21-7-1994 | -           |

### Salto triplo indoor
| Stagione | Risultato | Luogo     | Data      | Rank. Mond. |
| -------- | --------- | --------- | --------- | ----------- |
| 2010     | 13,94 m   | Ancona    | 28-2-2010 | 25ª         |
| 2009     | 14,28 m   | Torino    | 22-2-2009 | 10ª         |
| 2008     | 14,03 m   | Genova    | 24-2-2008 | 21ª         |
| 2005     | 14,54 m   | Madrid    | 6-3-2005  | 4ª          |
| 2004     | 14,81 m   | Budapest  | 5-3-2004  | 4ª          |
| 2003     | 14,61 m   | Karlsruhe | 28-2-2003 | 7ª          |

## Palmarès
| Anno                           | Manifestazione          | Sede        | Evento       | Risultato | Prestazione | Note                                     |
| ------------------------------ | ----------------------- | ----------- | ------------ | --------- | ----------- | ---------------------------------------- |
| In rappresentanza di Cuba      |                         |             |              |           |             |                                          |
| 1994                           | Mondiali juniores       | Lisbona     | Salto triplo | 9ª        | 12,84 m     |                                          |
| 1996                           | Ibero-americani         | Medellín    | Salto triplo | Argento   | 14,17 m     | w                                        |
| 1999                           | Giochi panamericani     | Winnipeg    | Salto triplo | Bronzo    | 13,98 m     |                                          |
| In rappresentanza dell' Italia |                         |             |              |           |             |                                          |
| 2001                           | Mondiali                | Edmonton    | Salto triplo | 4ª        | 14,52 m     |                                          |
| 2002                           | Europei                 | Monaco      | Salto triplo | 6ª        | 14,27 m     |                                          |
| 2003                           | Mondiali indoor         | Birmingham  | Salto triplo | 5ª        | 14,32 m     |                                          |
| 2003                           | Mondiali                | Saint-Denis | Salto triplo | Bronzo    | 14,90 m     | Record nazionale                         |
| 2004                           | Mondiali indoor         | Budapest    | Salto triplo | 5ª        | 14,67 m     |                                          |
| 2004                           | Giochi olimpici         | Atene       | Salto triplo | 7ª        | 14,85 m     |                                          |
| 2005                           | Europei indoor          | Madrid      | Salto triplo | Argento   | 14,54 m     | Miglior prestazione personale stagionale |
| 2005                           | Mondiali                | Helsinki    | Salto triplo | 8ª        | 14,31 m     |                                          |
| 2006                           | Europei                 | Göteborg    | Salto triplo | 14ª       | 13,84 m     |                                          |
| 2007                           | Mondiali                | Osaka       | Salto triplo | 4ª        | 14,71 m     | Miglior prestazione personale stagionale |
| 2008                           | Giochi olimpici         | Pechino     | Salto triplo | 18ª       | 14,00 m     |                                          |
| 2009                           | Europei indoor          | Torino      | Salto triplo | 11ª       | 13,91 m     |                                          |
| 2009                           | Giochi del Mediterraneo | Pescara     | Salto triplo | 4ª        | 14,11 m     |                                          |
| 2009                           | Mondiali                | Berlino     | Salto triplo | 21ª (q)   | 13,87 m     |                                          |

## Campionati nazionali
- 4 volte campionessa nazionale assoluta del salto triplo (2002, 2007, 2008, 2009)
- 5 volte campionessa nazionale assoluta indoor del salto triplo (2003, 2005, 2008, 2009, 2010)

## Altre competizioni internazionali
2001
- 4ª alla Grand Prix Final ( Melbourne), salto triplo - 14,35 m

2002
- Bronzo in Coppa Europa ( Annecy), salto triplo - 14,54 m

2003
- Argento in Coppa Europa ( Firenze), salto triplo - 14,76 m
- 5ª alla World Athletics Final ( Monaco), salto triplo - 14,52 m

2004
- Oro nella First League di Coppa Europa ( Istanbul), salto triplo - 14,56 m
- 5ª alla World Athletics Final ( Monaco), salto triplo - 14,63 m

2005
- Bronzo in Coppa Europa ( Firenze), salto triplo - 14,54 m
- 7ª alla World Athletics Final ( Monaco), salto triplo - 14,24 m

2006
- Oro nella First League di Coppa Europa ( Praga), salto triplo - 14,25 m

2007
- Oro nella First League di Coppa Europa ( Milano), salto triplo - 14,57 m

2008
- Bronzo in Coppa Europa ( Annecy), salto triplo - 14,28 m

2009
- Bronzo agli Europei a squadre ( Leiria), salto triplo - 14,01 m